# Stade Alfred-Méarelli
Le stade Alfred-Méarelli ou stade municipal Saint-Augustin à partir d'octobre 1927 (et anciennement stade Bonfils) est un terrain sportif de la ville de Nice. Il a été le stade du Football Athlétic Club de Nice au moment de la création du club en 1920, et notamment durant la courte période professionnelle du club lors de la saison 1933-1934.
Il est situé dans le quartier Saint-Augustin, dans la partie ouest de Nice.

## Historique
Le premier terrain appartenait à la famille Bonfils qui possédait un magasin de quincaillerie dans la ville. Le stade fut officiellement inauguré le 27 octobre 1927  après le rachat et des travaux réalisés par la mairie de Nice. Le stade fut ainsi renommé « stade municipal de Saint-Augustin-du-Var ».
Il possédait une tribune latérale couverte ainsi que des gradins populaires, pour une capacité d'environ 3 000 personnes.
Devenu par la suite la résidence du Racing Rugby Club de Nice, il est renommé [Quand ?] stade Alfred-Méarelli, du nom du président du club, qui aura permis durant son mandat d'atteindre la finale du championnat de France 1983.
Le club de rugby ayant déménagé au stade des Arboras, il est redevenu destiné à la pratique du football. L'Entente Conque Madeleine Victorine y est le club résident.